# المخرط (بني العوام)

تعديل مصدري - تعديل

المخرط هي إحدى قرى عزلة العريف بمديرية بني العوام التابعة لمحافظة حجة، بلغ تعداد سكانها 46 نسمة حسب تعداد اليمن لعام 2004.